# Faunalytics
Faunalytics es una organización sin ánimo de lucro que proporciona a los defensores de los animales acceso a la investigación y el análisis de diversos temas relacionados con el bienestar animal.Sus áreas de investigación incluyen la ganadería industrial, el veganismo y el vegetarianismo, los animales de compañía, las pruebas con animales, la caza, la captura de animales, el sufrimiento de los animales salvajes y el uso de animales con fines de entretenimiento (zoológicos, circos, carreras, peleas, etc.) Faunalytics fue fundada en 2000 por Che Green, y operó bajo el nombre de Humane Research Council hasta 2015. En un libro sobre activistas en defensa de los animales en EE.UU. y Francia, Elizabeth Cherry cita el uso de estudios de Faunalytics como parte del movimiento de los activistas hacia la investigación práctica.

## Historia
Faunalytics es una organización sin ánimo de lucro con sede en Olympia, Washington, financiada mediante subvenciones y donaciones. Fundada por Che Green, un antiguo analista y director de investigación, Faunalytics utiliza las contribuciones de tiempo y experiencia de profesionales comprometidos con la investigación, el marketing y las comunicaciones, así como de proveedores de servicios empresariales y diseñadores para medios impresos y en Internet.
Faunalytics cuenta con el Sello Platino de Transparencia de GuideStar, y actualmente figura en la lista de las mejores organizaciones benéficas de Animal Charity Evaluators.

## Investigación
Faunalytics ha realizado o contribuido a varios estudios de investigación, como un estudio sobre la percepción pública del movimiento de protección animal (National Council for Animal Protection, 2006), el Humane Index (The Humane Society of the United States, 2007) y un estudio independiente sobre la promoción de la reducción de carne y el vegetarianismo entre los adultos estadounidenses (2007).
Investigación original de Faunalytics
| Fecha     | Título |
| --------- | --- |
| 2008–2019 | Encuesta sobre el rastreador de animales |
| 2014      | Estudio de actuales y antiguos veg*nos |
| 2018      | ¿Cómo influye el vídeo en el consumo de carne de cerdo?                                                                                       |
| 2018      | Preocupación por la naturalidad y aceptación de la carne limpia                                                                               |
| 2018      | Actitudes hacia los animales de granja en los países BRIC                                                                                     |
| 2018      | ¿Cerdo o porcino? ¿Ternera o vaca? Implicaciones para la promoción y la investigación                                                         |
| 2019      | Estudio sobre etiquetado vegetal |
| 2019      | ¿Quién apoya las causas animales? |
| 2019      | ¿Quiénes son los vegetarianos? |
| 2019      | Impacto de los compromisos empresariales en las actitudes de los consumidores                                                                 |
| 2019      | Donar a uno o a millones |
| 2020      | El auge de lo vegetal y el declive de la carne: Estudio de caso de un restaurante                                                             |
| 2020      | ¿"Reducir" o "Volverse Vegano"? Efectos en la elección de comidas                                                                             |
| 2020      | COVID-19 y los animales |
| 2020      | La situación de la defensa de los animales en EE. UU. y Canadá                                                                                |
| 2020      | Escalas de impacto de los productos animales                                                                                                  |
| 2020      | Visitas a Farm Sanctuary y cambio de dieta |
| 2020      | Creencias de EE. UU. sobre pollos y peces |
| 2021      | Tendencias en Twitter: #SinJaulas, #Vegan, #DerechosAnimales y más                                                                            |
| 2021      | COVID-19 y los animales: Creencias de los ciudadanos chinos sobre los vínculos del COVID-19 con la ganadería                                  |
| 2021      | Hacerse vegano o vegetariano: Muchos caminos para un mismo objetivo                                                                           |
| 2021      | Crear una comunidad: Cómo apoyar la protección de los animales de granja en China                                                             |
| 2021      | Hacerse vegano o vegetariano: Motivaciones e influencias                                                                                      |
| 2022      | Actitudes hacia los pollos y los peces: Un estudio sobre Brasil, Canadá, China e India                                                        |
| 2022      | Plantando semillas: El impacto de la dieta y las diferentes tácticas de defensa de los animales                                               |
| 2022      | Hacerse vegano o vegetariano: obstáculos y estrategias para conseguirlo                                                                       |
| 2022      | Actitudes de los consumidores chinos hacia el bienestar animal: comportamientos, creencias y respuestas a los mensajes                        |
| 2022      | Actitudes de los consumidores chinos hacia el bienestar animal: comportamientos, creencias y respuestas a los mensajes                        |
| 2022      | La acción local en favor de los animales como trampolín hacia la protección estatal                                                           |
| 2023      | La industria ganadera opina sobre los defensores de la reforma del sistema sin jaulas                                                         |
| 2023      | Reforma de las subvenciones a la ganadería: Guía para defensores                                                                              |
| 2023      | Recuperar a antiguos veganos y vegetarianos: Un análisis de los obstáculos                                                                    |
| 2023      | Cada cual con su estilo: Comparación de la apertura de los grupos estadounidenses a las acciones en favor de los animales                     |
| 2023      | Apoyo a la legislación sobre bienestar de los animales de granja en diez estados clave de EE. UU.                                             |
| 2023      | La agricultura animal es la pieza que falta en la cobertura mediática del cambio climático                                                    |
| 2023      | Reflexiones de los miembros del jurado sobre el juicio del rescate de lechones de Smithfield                                                  |
| 2023      | Dominación y explotación: Comprensión de los costes industriales de los productos de pollo, huevo y pescado en Estados Unidos, Brasil y China |

Faunalytics también mantiene una biblioteca de investigación con más de 5.000 resúmenes de estudios de investigación externos sobre temas relacionados con los animales. También producen una serie llamada "Faunalytics Fundamentals", una colección de resúmenes de temas de protección animal ilustrados con infografías y gráficos, y otros recursos visuales interactivos para defensores de los animales.

## Crítica de Animal Charity Evaluators
Animal Charity Evaluators (ACE) nombró a Faunalytics como una de sus organizaciones benéficas destacadas en sus recomendaciones benéficas anuales de 2015, 2017, 2019 y 2020. ACE designa como organizaciones benéficas destacadas a aquellas organizaciones que no consideran tan fuertes como sus organizaciones benéficas principales, pero que sobresalen en al menos un aspecto y son excepcionalmente fuertes en comparación con las organizaciones benéficas de animales en general.ACE revisa las organizaciones designadas como organizaciones benéficas destacadas cada dos años.
En su revisión de diciembre de 2019 de Faunalytics, ACE cita las fortalezas de Faunalytics como su enfoque en un campo importante (crear y promover la investigación) y su publicación de investigaciones importantes sobre temas relacionados con la defensa efectiva de los animales. Su revisión afirma que los proyectos de investigación de Faunalytics son muy transparentes, están a disposición del público y parecen ser el resultado de un proceso de priorización de proyectos centrado en el impacto. Según ACE, su punto débil es que los efectos de sus programas sobre los animales son indirectos y difíciles de medir.
ACE nombró a Faunalytics como una de sus tres Top Charities en 2021. La revisión de ACE destaca el valor de la investigación como una contribución importante a la protección de los animales de granja, así como el impacto y la eficacia de Faunalytics.
En 2023, ACE decidió pasar a un solo nivel: Organizaciones benéficas recomendadas.Faunalytics volvió a ser nombrada organización benéfica recomendada en 2023.